# 帕乌利努斯
培拉的帕乌利努斯（Paulinus of Pella）约活动于公元5世纪前后。他是古罗马著名诗人奥索尼乌斯之孙。他在46岁时皈依基督教，著有诗歌《感恩》，描述了西罗马帝国及其统治阶层的衰落。